# Fantasía y fuga sobre el Coro "Ad nos, ad salutarem undam"

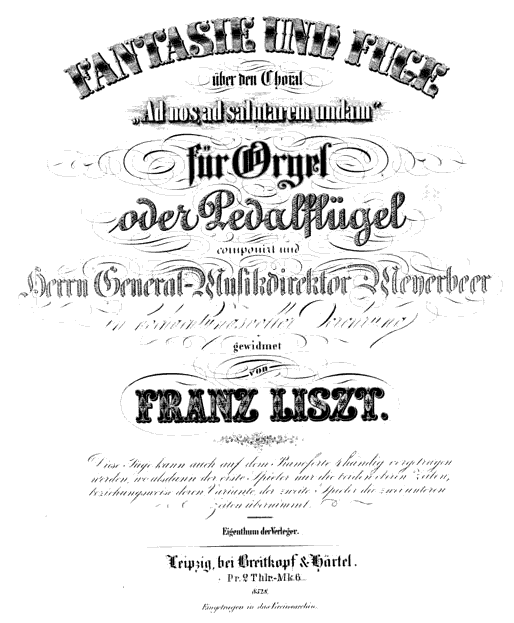
Cubierta de la primera edición, para órgano o piano con pedales.

Fantasía y fuga sobre el Coro "Ad nos, ad salutarem undam" (en alemán: Fantasie und Fuge über den choral "Ad nos, ad salutarem undam") (S. 259) es una pieza de música para órgano compuesta por Franz Liszt en el invierno de 1850, cuando se encontraba en Weimar. En este periodo, Listz se ha retirado a Weimar con Carolyne von Sayn-Wittgenstein y durante más de una década escribe lo que se ha denominado, «su mejor música».
El coro en el que se basa la Fantasía y fuga pertenece al Acto I de la ópera Le prophète de Giacomo Meyerbeer, donde los anabaptistas llaman al arrepentimiento y el rebautismo. La obra está dedicada a Meyerbeer y se estrenó el 29 de octubre de 1852, aunque la versión revisada y definitiva se estrenó en la catedral de Merseburg el 26 de septiembre de 1855, con la actuación de Alexander Winterberger. La obra completa fue publicada por Breitkopf & Härtel en 1852, y la fuga se publicó además como la cuarta pieza de la fantasía operística de Liszt Illustrations du Prophète. Una versión para dúo de piano de Liszt apareció en la misma época.

## Forma
La pieza consta de tres secciones:
1. Fantasía: se abre con el tema "Ad nos" y luego se vuelve tranquila y contemplativa. El tema regresa y finalmente se alcanza el clímax. Le sigue un segundo pasaje de clímax, tras el cual termina esta sección.
2. Adagio: sirve como sección de desarrollo, comenzando de forma tranquila, el tema pasa a tonos mayores ahora desde los tonos menores de la sección anterior. La pieza se anima un poco en la segunda mitad de esta sección.
3. Fuga: sirve como final, pero también, dentro de la forma sonata, como recapitulación y coda. Vuelven a aparecer elementos de las secciones anteriores. La obra finaliza con una coda triunfal, a todo órgano.[3]

Una interpretación típica dura casi media hora.

## Transcripciones

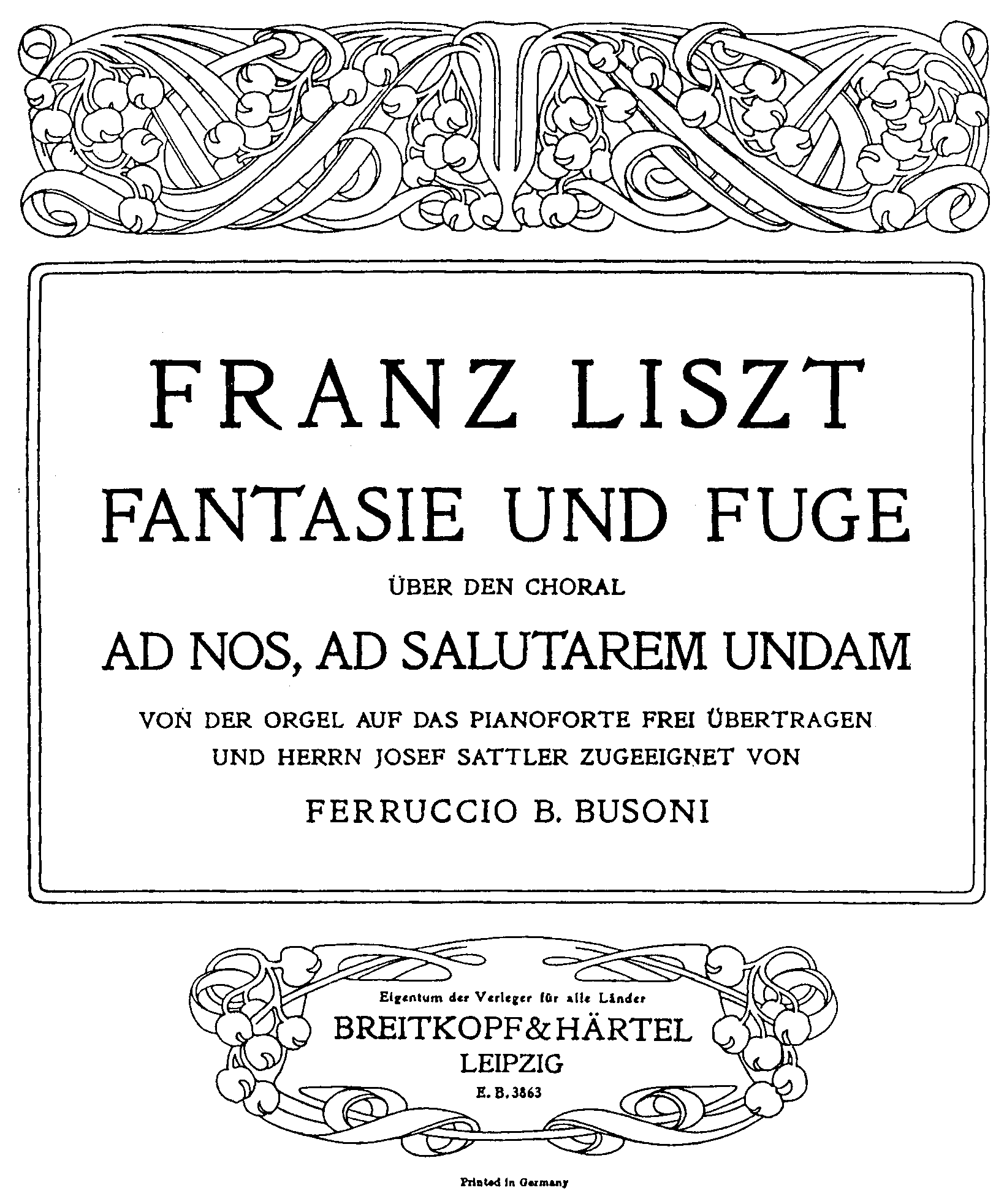
Cubierta de la transcripción de Busoni

Ferruccio Busoni preparó un arreglo para piano que fue publicado en 1897 por Breitkopf & Härtel. Alan Walker, biógrafo de Liszt, dijo que «representa una de las cimas del virtuosismo del siglo XX».  Liszt interpretó al menos una vez su propia transcripción para piano, de la que Walter Bache, su alumno, hizo un relato en 1862. Liszt no parece haber anotado nunca dicha versión.
Hugo Kaun y Wilhelm Middelschulte crearon un arreglo para orquesta y órgano. El estreno fue el 29 de marzo de 1901 en el Symphony Center de Chicago, dirigido por Theodore Thomas, con Middelschulte como organista. Marcel Dupré también creó un arreglo para órgano y orquesta.